# Odilla noralis
Odilla noralis är en fjärilsart som beskrevs av William Schaus 1940. Odilla noralis ingår i släktet Odilla och familjen Crambidae. Inga underarter finns listade i Catalogue of Life.